# Zabytki w Gdyni

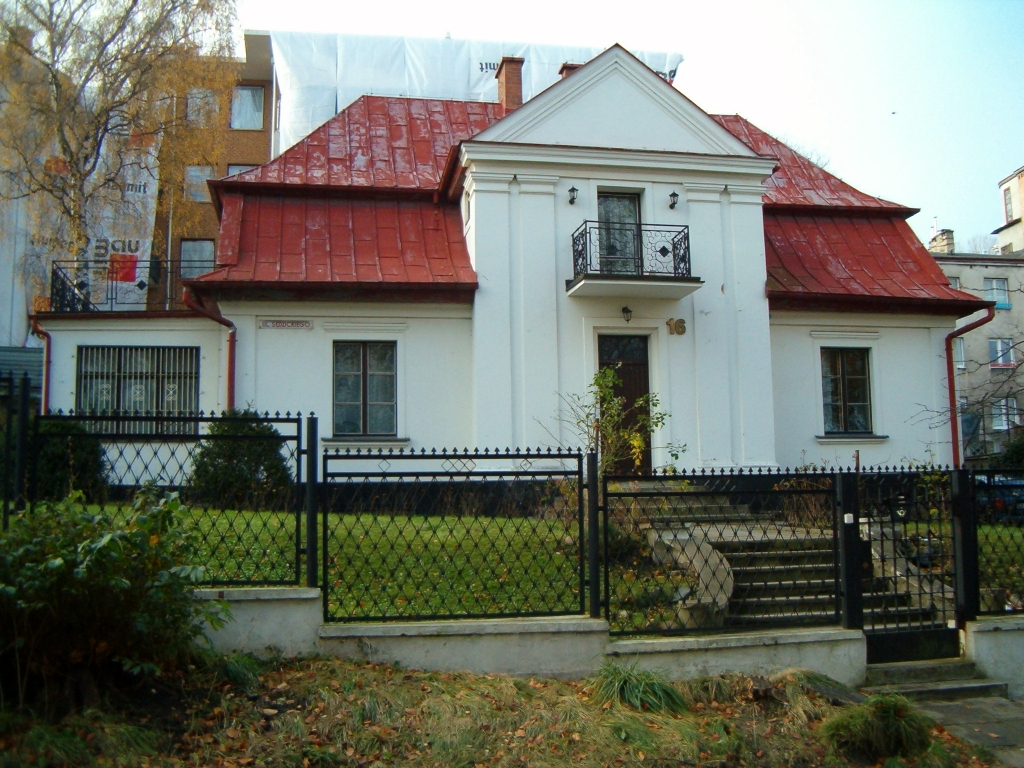
Willa „Poznanianka”

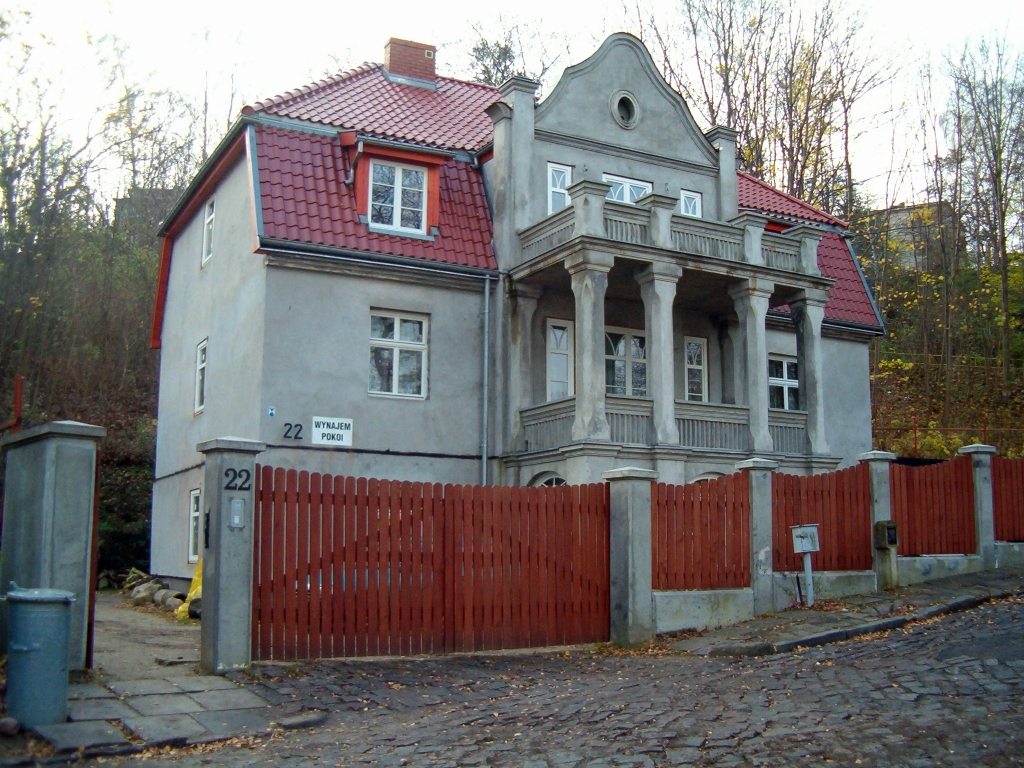
Willa „Zosieńka”

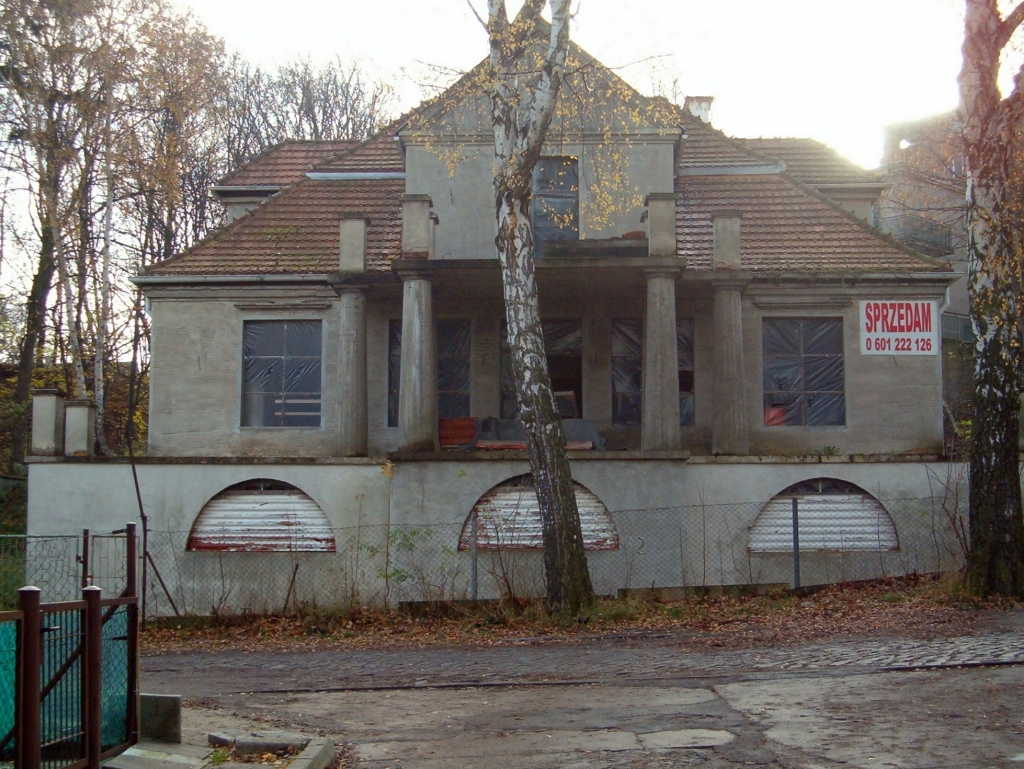
Willa „Otok”

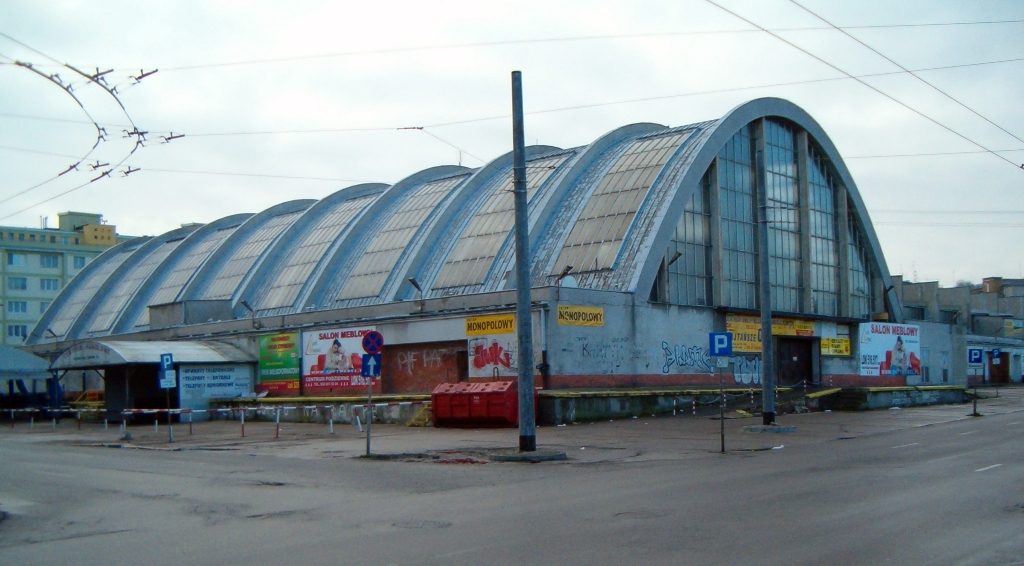
Zespół Hal Targowych

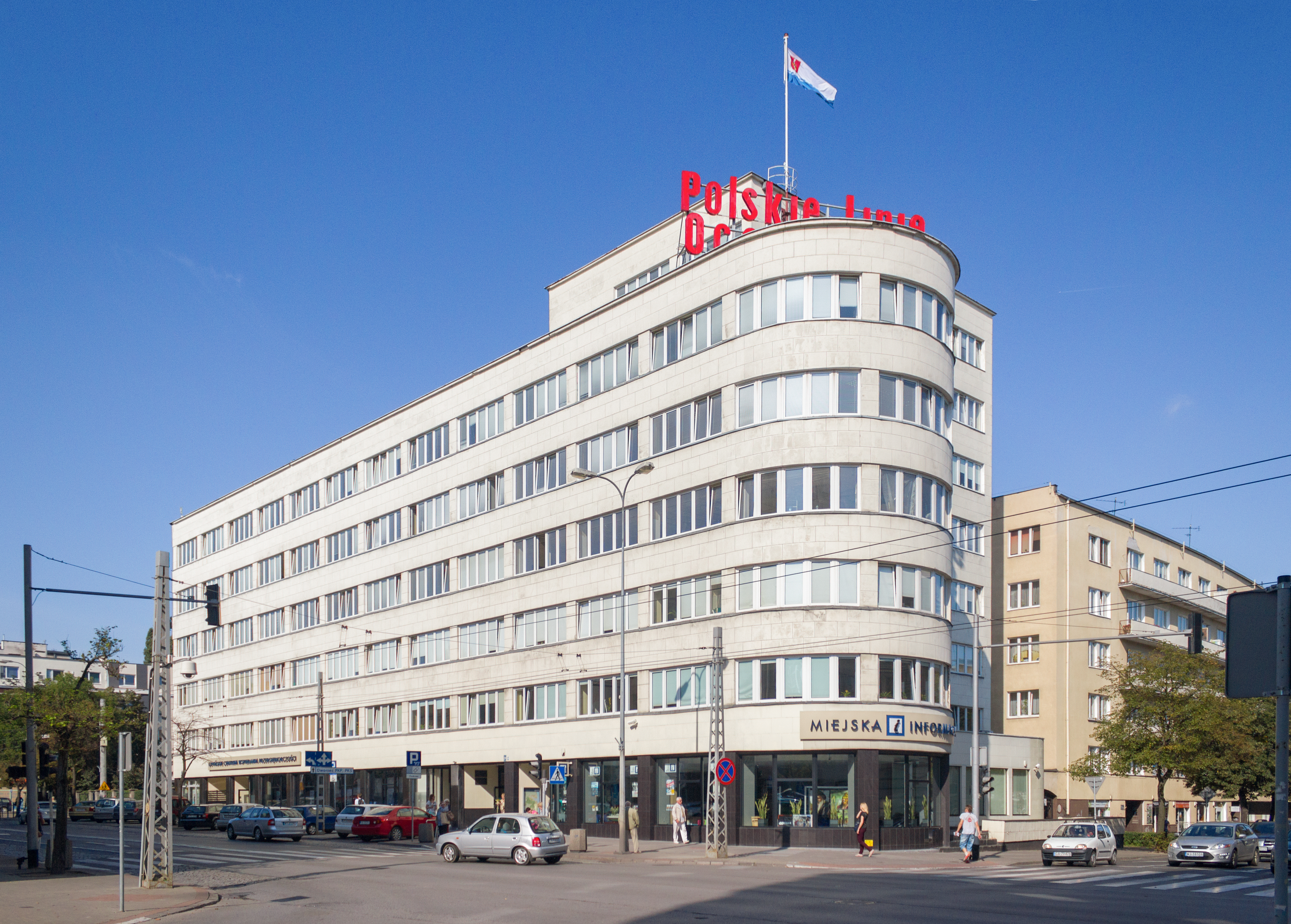
Budynek b. ZUS/PLO, ob. Urzędu Miejskiego

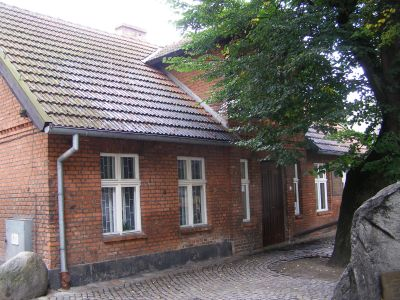
Domek Abrahama

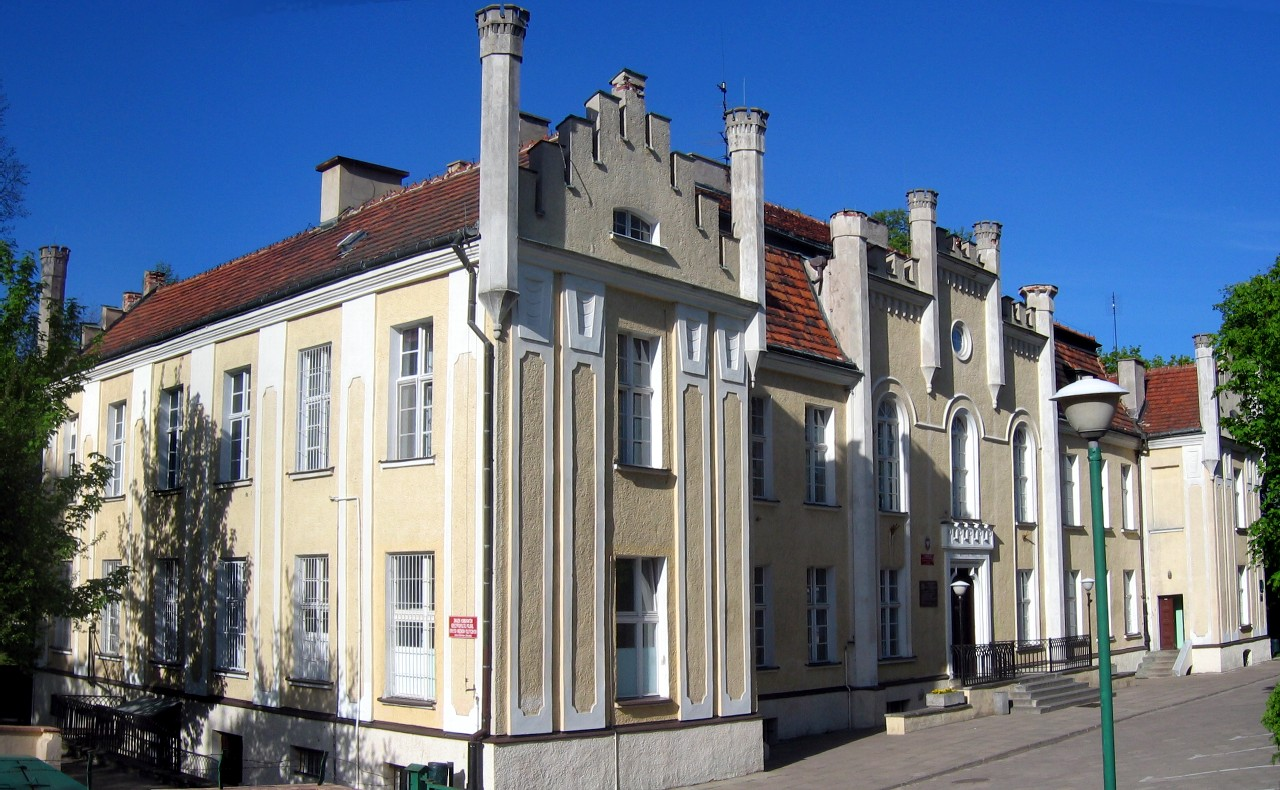
Zespół dworsko-parkowy w Orłowie

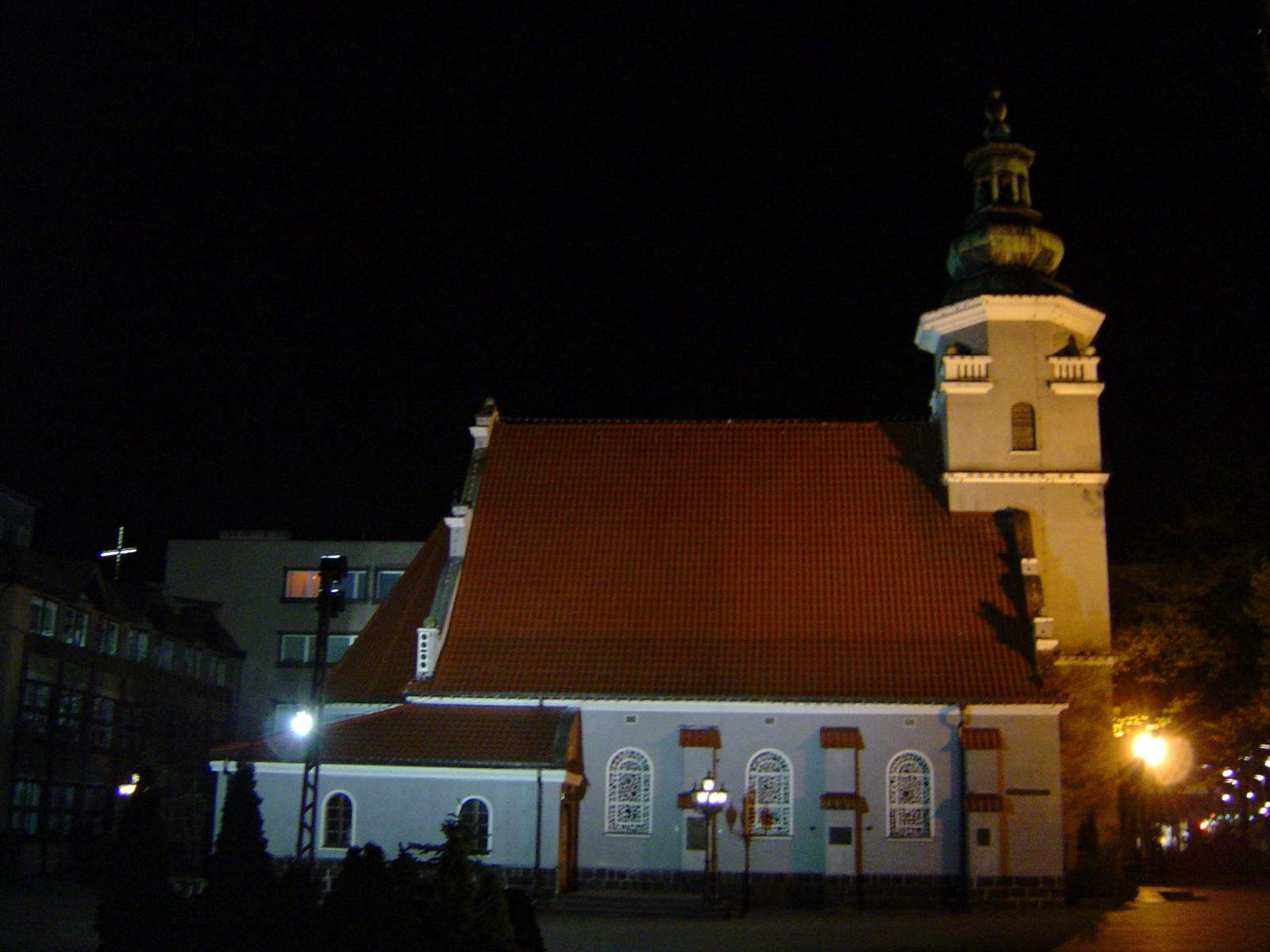
Kościół parafialny NMP

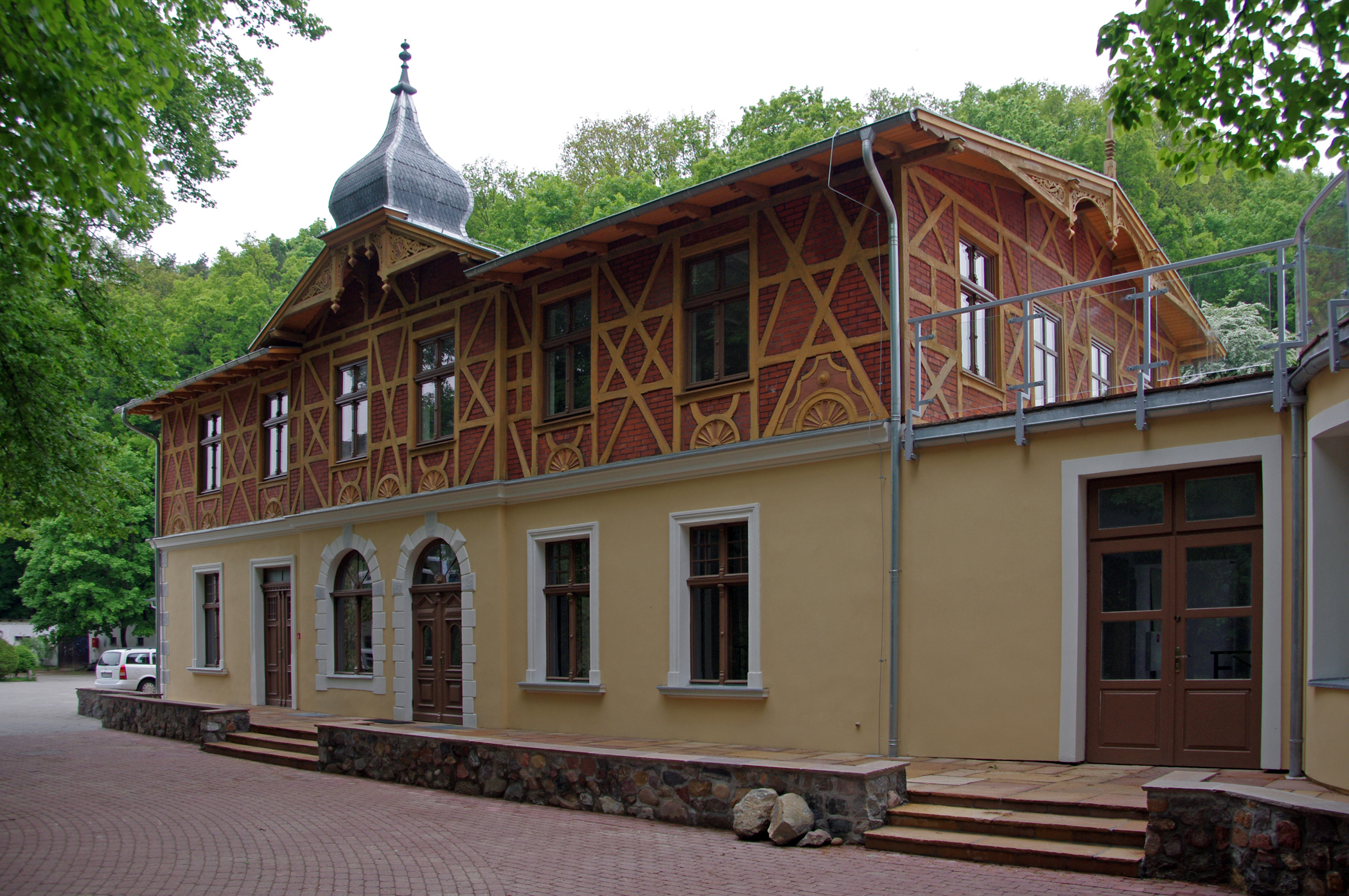
Zajazd (karczma) Adlera w Orłowie

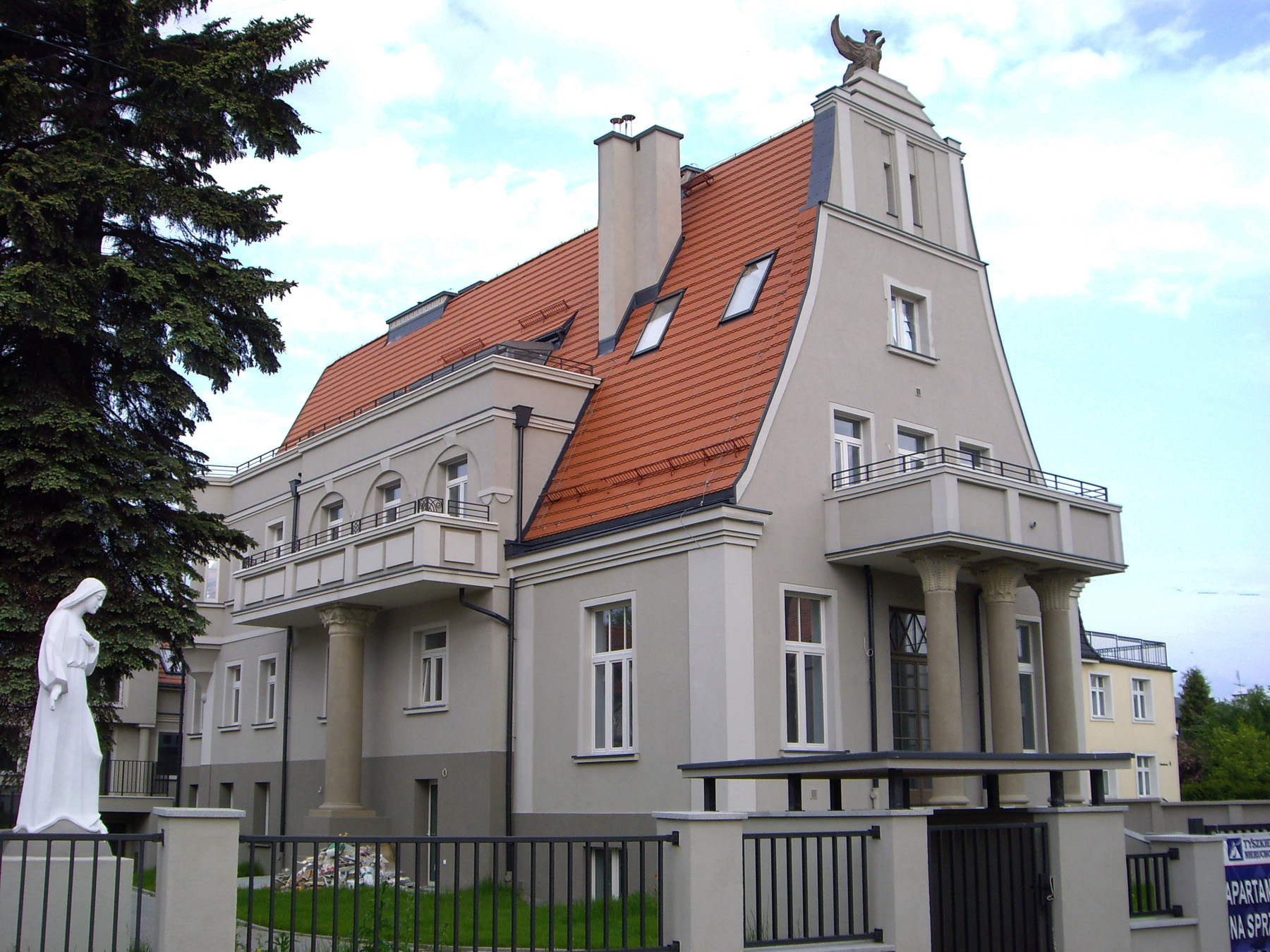
Willa (pensjonat) Gryf w Orłowie

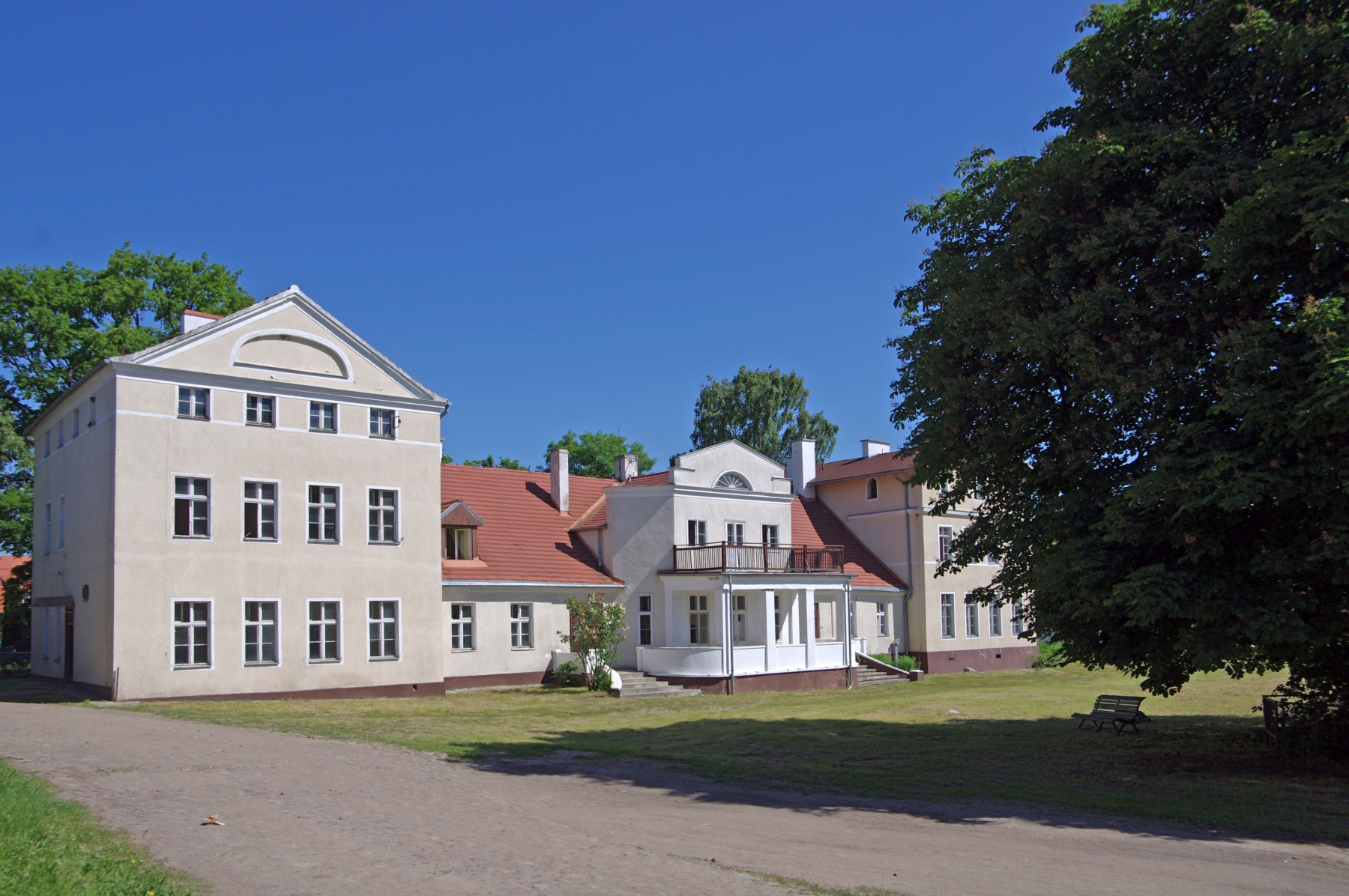
Dwór w Gdyni-Kolibkach

Zabytki Gdyni – najcenniejsze budowle świeckie i sakralne na terenie miasta Gdyni.

## Charakterystyka
Z uwagi na młody wiek miasta Gdyni większość zabytków pojawiła się stosunkowo niedawno, w dwudziestoleciu międzywojennym – w czasie rozwoju nowo wybudowanego miasta i portu. Ponadto można znaleźć pojedyncze zabytki mające swoją genezę przed XX wiekiem.
Zabytki zlokalizowane są głównie w dzielnicach centralnych – Kamienna Góra (wille i pensjonaty) i Śródmieście (budynki portowe i użyteczności publicznej oraz kościoły, kamienice, budynki z czasów wsi i letniska) oraz w Orłowie (pensjonaty i wille). Zabytki przetrwały w oryginalnej postaci praktycznie nienaruszone przez działania wojenne. Te, które zostały zniszczone, zostały w okresie powojennym odbudowane (jak Zespół Hal Targowych).
Zabytki Gdyni wpisane są do rejestru zabytków nieruchomych.

## Lista zabytków
Tabela przedstawia spis zespołów i obiektów na terenie Gdyni
wpisanych do rejestru zabytków nieruchomych, stan na 9 maja 2008 r.
| Zabytek                                                                                                 | Rok budowy                        | Lokalizacja                                                   |
| --- | --------------------------------- | ------------------------------------------------------------- |
| Budynek Banku Polskiego                                                                                 | 1927–1929                         | Śródmieście, ul. 3 Maja 25                                    |
| Budynek Biura Budowy Portu (obecnie budynek mieszkalny)                                                 | 1928                              | Śródmieście, ul. Waszyngtona 38                               |
| Budynek biurowy Zakładu Ubezpieczeń Społecznych/Polskich Linii Oceanicznych (obecnie Urzędu Miejskiego) | 1935–1936                         | Śródmieście, ul. 10 Lutego 24                                 |
| Budynek firmy POLSKAROB                                                                                 | 1934–1935                         | Kamienna Góra, ul. Korzeniowskiego 8/10                       |
| Budynek mieszkalny wraz z budynkiem gospodarczym                                                        | ?                                 | Orłowo, ul. Cumowników 21                                     |
| Budynek Sądu Rejonowego                                                                                 | 1936                              | Śródmieście, Plac Konstytucji 3 Maja 5                        |
| Chłodnia                                                                                                | 1928–1934                         | Śródmieście, ul. Polska 20                                    |
| Domek Abrahama                                                                                          | 1904                              | Śródmieście, ul. Starowiejska 30                              |
| Dom czynszowy Antoniego i Bronisławy Konopków                                                           | ?                                 | Działki Leśne, ul. Słupecka 9                                 |
| Dom Kuracyjny                                                                                           | ok. 1904                          | Orłowo, ul. Orłowska 2                                        |
| Dom Marynarza Szwedzkiego (obecnie Dom Szwedzki)                                                        | 1935–1936                         | Śródmieście, ul. Jana z Kolna 25                              |
| Dom mieszkalny                                                                                          | 1914                              | Chylonia, al. św. Mikołaja 9                                  |
| Dom mieszkalny                                                                                          | ?                                 | Orłowo, al. Zwycięstwa 192/192a                               |
| Dom mieszkalny                                                                                          | koniec XIX w.                     | Śródmieście, Plac Kaszubski 7a-b                              |
| Dom mieszkalny Funduszu Emerytalnego BGK                                                                | 1935–1938                         | Śródmieście, ul. 3 Maja 27/31                                 |
| Dom mieszkalny "Opolanka"                                                                               | 1936–1939                         | Kamienna Góra, ul. Piotra Skargi 9                            |
| Dom mieszkalny Schroederów                                                                              | ok. 1914                          | Śródmieście, ul. Starowiejska 10a                             |
| Dom mieszkalny wójta Radtkego                                                                           | 1912                              | Śródmieście, ul. 10 Lutego 2                                  |
| Dom podoficerski Funduszu Kwaterunku Wojskowego (obecnie wielorodzinny dom mieszkalny)                  | 1928                              | Grabówek, ul. Morska 67                                       |
| Dom Żeglarza Polskiego (obecnie Akademia Morska)                                                        | 1938–1939                         | Śródmieście, al. Zjednoczenia 3                               |
| Dworek ze stajnią                                                                                       | 1931                              | Chylonia, ul. Chylońska 112a                                  |
| Dworzec Morski                                                                                          | 1932–1934                         | Śródmieście, ul. Polska                                       |
| Elewator zbożowy                                                                                        | 1935–1937                         | Śródmieście, Nabrzeże Indyjskie – ul. Indyjska 1              |
| Hotel "Bristol"                                                                                         | ok. 1928                          | Śródmieście, ul. Starowiejska 1                               |
| Hotel "Polska Riwiera"                                                                                  | 1922–1923                         | Kamienna Góra, ul. Zawiszy Czarnego 1                         |
| Kamienica                                                                                               | 1936                              | Śródmieście, ul. Świętojańska 122                             |
| Kamienica A. Jurkowskiego                                                                               | 1937–1938                         | Śródmieście, Skwer Kościuszki 16                              |
| Kamienica Emilii Wojewskiej                                                                             | 1927-1928                         | Śródmieście, ul. Portowa 4                                    |
| Kamienica I. Reicha i W. Birnbauma                                                                      | 1935–1936                         | Śródmieście, ul. Abrahama 28                                  |
| Kamienica Krenskich                                                                                     | 1939                              | Śródmieście, ul. Świętojańska 55/ ul. Żwirki i Wigury 4       |
| Kamienica Hundsdorffów                                                                                  | 1932–1935                         | Śródmieście, ul. Starowiejska 7/ ul Abrahama 2                |
| Kamienica Orłowskich                                                                                    | 1936                              | Śródmieście, ul. Świętojańska 68                              |
| Kamienica Pręczkowskich                                                                                 | 1930–1937                         | Śródmieście, Skwer Kościuszki 10/12                           |
| Klasztor Zgromadzenia SS. Miłosierdzia św. Wincentego a Paulo                                           | 1923–1924                         | Śródmieście, ul. Starowiejska 2                               |
| Kościół parafialny pw. NMP Królowej Polski                                                              | 1922–1924                         | Śródmieście, ul. Świętojańska                                 |
| Kościół parafialny pw. św. Mikołaja                                                                     | 1896–1897 (prezbiterium z XIV w.) | Chylonia, ul. św. Mikołaja 1                                  |
| Kościół parafialny pw. św. Michała Archanioła                                                           | ok. XIII w.                       | Oksywie, ul. Arciszewskich 2                                  |
| Magazyn długoterminowy "H"                                                                              | 1931–1934                         | Śródmieście, ul. Polska 17                                    |
| Osada rzemieślnicza Mały Kack                                                                           | XVI w.                            | Orłowo, ul. ks. Zawackiego                                    |
| Pensjonat "Gryf"                                                                                        | 1932                              | Orłowo, ul. Przemysława 6                                     |
| Szkoła elementarna (obecnie Szkoła Podstawowa nr 10)                                                    | XIX w.                            | Chylonia, ul. Lubawska 4                                      |
| Willa                                                                                                   | 1921–1922                         | Wzgórze Św. Maksymiliana, ul. Tetmajera 1                     |
| Willa Bliźniacza                                                                                        | 1937                              | Kamienna Góra, ul. Korzeniowskiego 25/25a                     |
| Willa Mariana Piotrowskiego                                                                             | 1936                              | Kamienna Góra ul. Sieroszewskiego 1a                          |
| Willa mieszkalna                                                                                        | ?                                 | Działki Leśne ul. Śląska 20                                   |
| Willa modernistyczna                                                                                    | 1936–1937                         | Orłowo, ul. Inżynierska 111                                   |
| Willa "Orla"                                                                                            | 1927                              | Kamienna Góra, ul. Kasprowicza 2                              |
| Willa "Otok"                                                                                            | 1923                              | Kamienna Góra, ul. Sędzickiego 24                             |
| Willa "Poznanianka"                                                                                     | ok. 1922                          | Kamienna Góra, ul. Sędzickiego 16                             |
| Willa "Sadyba"                                                                                          | 1923                              | Kamienna Góra, ul. Sieroszewskiego 8                          |
| Willa "Sokola"                                                                                          | 1921                              | Kamienna Góra, ul. Sieroszewskiego 7                          |
| Willa "Szczęść Boże"                                                                                    | 1928                              | Kamienna Góra, ul. Żołnierzy I Armii Wojska Polskiego 6       |
| Willa "Szumka"                                                                                          | 1922–1923                         | Kamienna Góra, ul. Sienkiewicza 37                            |
| Willa "Weneda"                                                                                          | 1927-1929                         | Orłowo, ul. Przebendowskich 1                                 |
| Willa "Zosieńka"                                                                                        | 1923                              | Kamienna Góra, ul. Sędzickiego 22                             |
| Zajazd Adlera (obecnie Zespół Szkół Plastycznych)                                                       | XIX w.                            | Orłowo, ul. Orłowska 8                                        |
| Zespół budynków dawnej Szkoły Morskiej                                                                  | 1926–1930                         | Grabówek, ul. Morska 83                                       |
| Zespół Dowództwa Floty                                                                                  | 1924–1930                         | Oksywie, Rondo Bitwy pod Oliwą                                |
| Zespół dworca kolejowego w Gdyni                                                                        | ?                                 | Śródmieście, Plac Konstytucji 1                               |
| Zespół dworsko-krajobrazowy Kolibki                                                                     | ok. 1830                          | Orłowo, al. Zwycięstwa 291                                    |
| Zespół dworsko-parkowy w Orłowie                                                                        | XVIII w.                          | Orłowo, ul. Folwarczna                                        |
| Zespół Hali Targowej                                                                                    | 1936–1938                         | Śródmieście, ul. Wójta Radtkego 38                            |
| Zespół Łuszczarni Ryżu                                                                                  | ?                                 | Śródmieście, ul. Celna 2                                      |
| Zespół ruralistyczny dawnej wsi Oksywie                                                                 | ?                                 | Oksywie, ul. Muchowskiego                                     |
| Zespół ruralistyczny dawnej wsi Wielki Kack                                                             | XIX w.                            | Wielki Kack, ul. Źródło Marii                                 |
| Zespół ruralistyczno-kuracyjny Orłowo                                                                   | ?                                 | Orłowo, ul. Orłowska                                          |
| Zespół urbanistyczny Kamiennej Góry                                                                     | ?                                 | Kamienna Góra, pomiędzy ul. Słowackiego a Bulwarem Nadmorskim |
| Zespół urbanistyczny śródmieścia                                                                        | ?                                 | Śródmieście                                                   |